# SHIMURABROS.
SHIMURAbros（シムラブロス）は、日本の現代美術作家。ユカ（1976年 - ）ケンタロウ（1979年 - ）による姉弟ユニット。横浜市出身。映画をベースとした映像表現活動を行っている。2014年より、スタジオ ・オラファー・エリアソンの研究員。

## 来歴
ユカ、1976年横浜生まれ。1999年、多摩美術大学 美術学部立体デザイン学科卒業。同年、 東京芸術大学美術教育研究会会員。2006年、英国 セントラル・セント・マーチンズ・カレッジ・オブ・アート・アンド・デザイン大学院 映画・舞台芸術学部卒業。
ケンタロウ、1979年横浜生まれ。2003年、 東京工芸大学映像学科卒業。
ケンタロウの誕生と共に姉弟でSHIMURABROS. として活動を開始。

## 人物
パフォーマンスなど作品発表や公衆の面前に現れる際は、黒で統一された服装に、一風変わったアイウェアを身につけて登場する。アイウェアの柄は新作を発表する毎に変わり、その時々の作品の主要なモチーフが配されている。

## 作品
前述したように、「メディアアート的手法によって映画を3次元に拡張する」といったスタイルが挙げられるが、SHIMURAbros の根本にあるのは「映画の表現形式の限界を乗り越える」ことにあり、新たな映像装置の発明によって既存の枠をこえたイメージの実体化を企てている。

## 主な作品
彼らの作品は、多様な要素の集積として科学技術の進歩とノスタルジーをあえて混淆し、「イメージの生成メカニズムをあらわにする。」
- 「X-RAY TRAIN (2008)」コンピュータ断層撮影(CT)で撮影された機関車が特殊なスクリーン上を駆け抜ける作品。リュミエール兄弟の映画『列車の到着』にまつわる逸話[2]から発想し、3次元空間に機関車を現出させたインスタレーション作品。
- 「SEKILALA(2008)」組織工学による生きた家具「バイオファニチャー」と出会う家族の物語。始まりと終わりが明確に存在しない映像インスタレーション作品。３つのスクリーンに展開される物語は、新たな物語を紡ぎつづける。
- 「EICON - installation(2008)」映画黎明期のスラップスティックに見られる身体動作をハイスピードカメラで撮影することで、映像表現における身体性の復権を企図したインスタレーション作品。
- 「HIBERNATION(2009)」マイクロCTスキャナで撮影された光り輝く昆虫たちが冬の夜空を舞い、非日常の空間を現出させたパブリックアート作品。
- 「Mouse Made in Yokohama(2009)」世界で最も有名なキャラクターであるあのマウスに肉体を与えた作品。横浜国際映像祭2009にて発表された。大胆に著作権の問題に切り込んだ本作品は、物議を醸している。

## 展示歴
- 第13回文化庁メディア芸術祭でアート部門優秀賞を受賞。
- カンヌやベルリンの国際映画祭での上映をはじめ、国立新美術館（東京）、シンガポール国立大学美術館、南洋理工大学現代アートセンター（シンガポール/ NTU CCA Singapore）、台北現代美術館 、ヘッセルミュージアムオブアート、CCSバードギャラリー（ニューヨーク）、パース現代美術館（オーストラリア）、ミュージアムクォーターウイーンなど、世界各地で作品を展示。

## 参考
- BankART Bank under35 SHIMURABROS展、展覧会カタログ、収録『神経の列車が近づく』港千尋
- SHIMURABROS.
- ART iT インタビュー
- HITSPAPER インタビュー
- +ART | moonlinx インタビュー
- PUBLIC-IMAGE.ORG インタビュー
- ヨコハマ・アートナビ インタビュー
- 平成21年度 第13回 文化庁メディア芸術祭